# Les Déferlantes Sud de France
Les Déferlantes d'Argelès, devenu depuis 2015 Les Déferlantes Sud de France, est un festival de musique, éclectique et multigénérationnel, qui se déroule au mois de juillet à Argelès-sur-Mer (Pyrénées-Orientales) de 2007 à 2019, puis à partir de 2021 à Céret et dès 2023 au Barcarès. Il s'étale sur trois ou quatre jours.

## Histoire et situation
Le festival, créé en 2007 à l'initiative de l'association La Frontera, se déroule dans le parc du château de Valmy, dans les environs d'Argelès-sur-Mer jusqu'en 2019. Le coût du festival pour la commune était de 360 000 € par an.
Un conflit opposait depuis l'origine la société des Aigles de Valmy, installée à proximité du château depuis 1996 et la mairie d'Argelès-sur-Mer, en raison des nuisances sonores traumatisantes provoquées par le festival pour les rapaces présents sur place. Un arrangement est finalement trouvé début 2019 entre la société des Aigles de Valmy et la municipalité grâce à l'intervention de l'Agence régionale de santé destiné à permettre le déménagement des aigles et en 2020 le festival puis les aigles quittent le site de Valmy.
Depuis 2018, La Frontera Production est liée financièrement à la société de production de spectacles parisienne Olympia Production, qui est une filiale de Vivendi.
À la suite de désaccords avec la mairie d'Argelès-sur-Mer en 2020, l'édition de 2021 est prévue autour du château d'Aubiry à Céret. Les deux châteaux ont été construits par le même architecte, Viggo Dorph-Petersen entre la fin du XIXe siècle et le début du XXe siècle et pour le  même commanditaire, Pierre Bardou-Job. Dès fin 2021 et début 2022 des travaux de démolition et de réaménagement du parc du château sont engagés sans permis et de nombreux arbres sont abattus dans la perspective du festival, provoquant l'inquiétude de l'Association pour la sauvegarde du patrimoine artistique et historique roussillonnais (ASPAHR),. Fin mai 2022, les propriétaires affirment effectuer des travaux et les « régularise[r] au fur et à mesure » tandis que l'ASPAHR insiste qu'il n'y a toujours aucun permis valide. Fin juin, quelques jours avant le festival, la situation n'a toujours pas évolué.
La première soirée des Déferlantes sur le nouveau site, le 7 juillet 2022 au château d'Aubiry, accueille 20 000 festivaliers et se déroule sans incidents majeurs sur le site-même, à l'exception de trois piqûres sauvages à la seringue, les premières recensées dans les Pyrénées-Orientales, suivies de trois autres piqûres le samedi soir. Cependant, les difficultés d'accès au site et la gestion chaotique des parkings et des navettes pour transporter les festivaliers obligent l'organisation du festival à revoir en urgence le plan d'accès, avec la suppression des navettes, sur décision du préfet et en raison de conditions jugées trop dangereuses, et l'accès des parkings désormais situés de 15 à 60 minutes à pied du festival. En raison de la circulation compliquée, certains commerçants de Céret se plaignent d'avoir perdu jusqu'à 100% de leur chiffre d'affaires habituel.

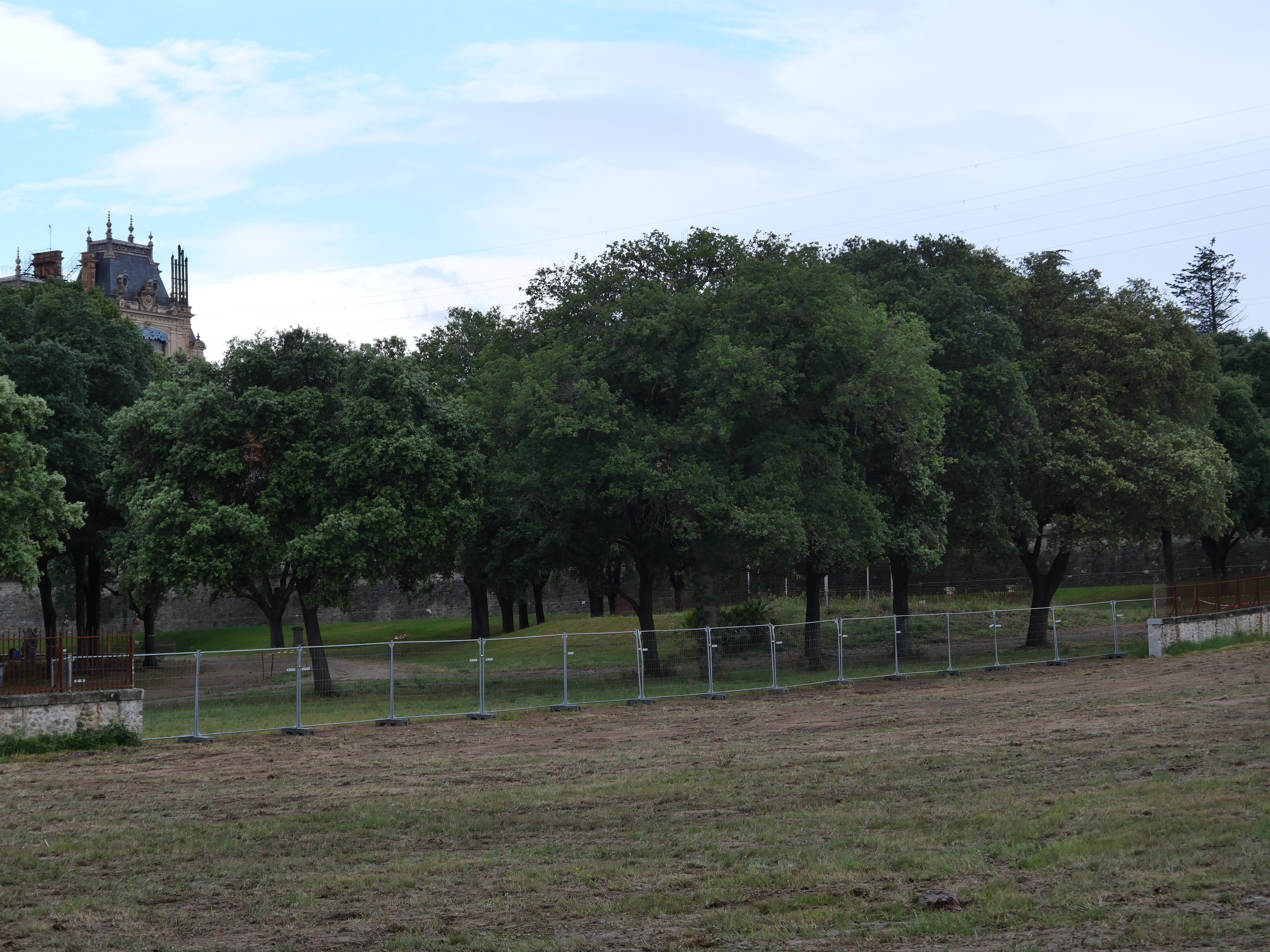
Mur d'enceinte du parc du château d'Aubiry détruit en mai 2022.
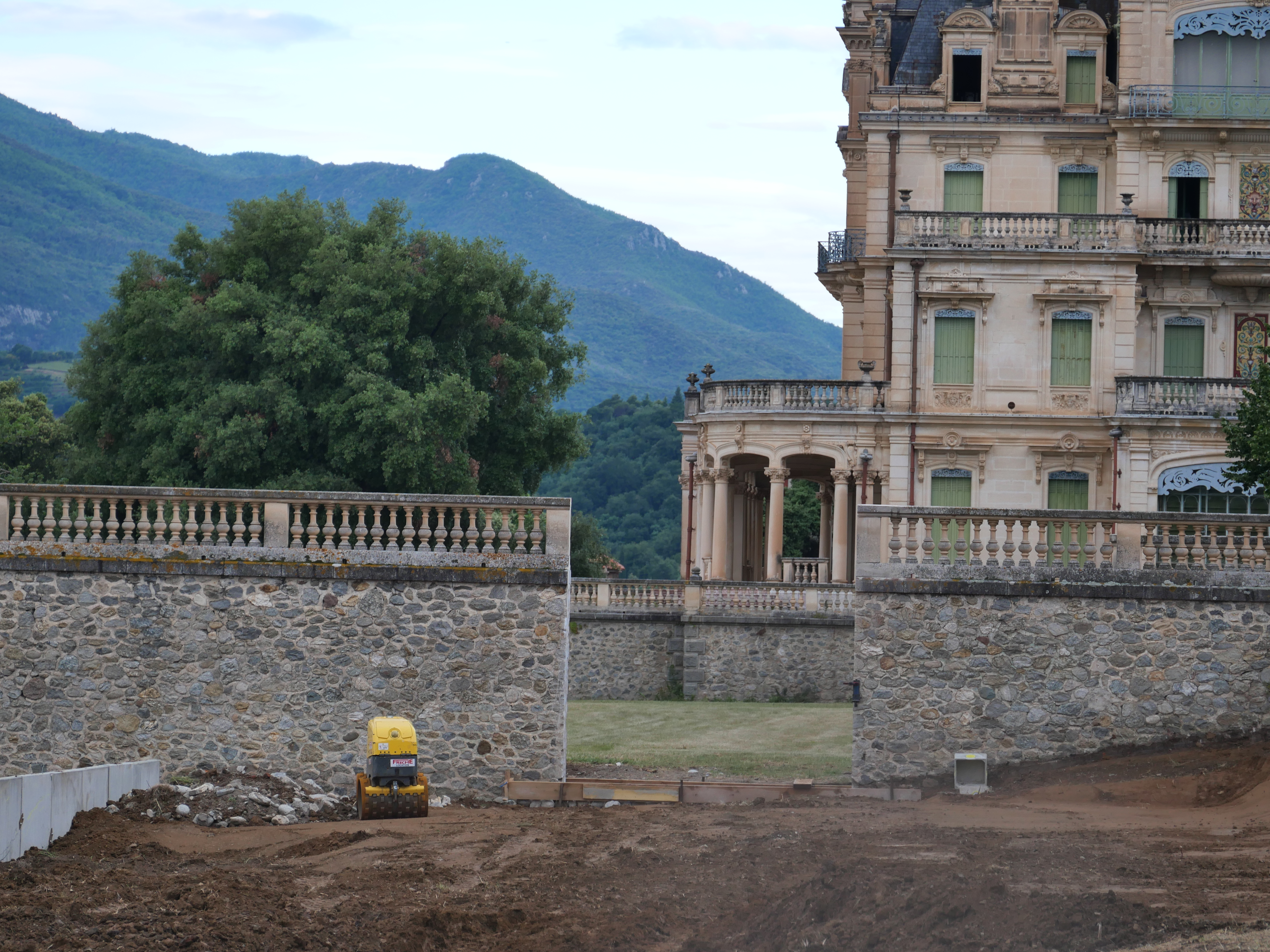
Mur de l'esplanade du château détruit en mai 2022.
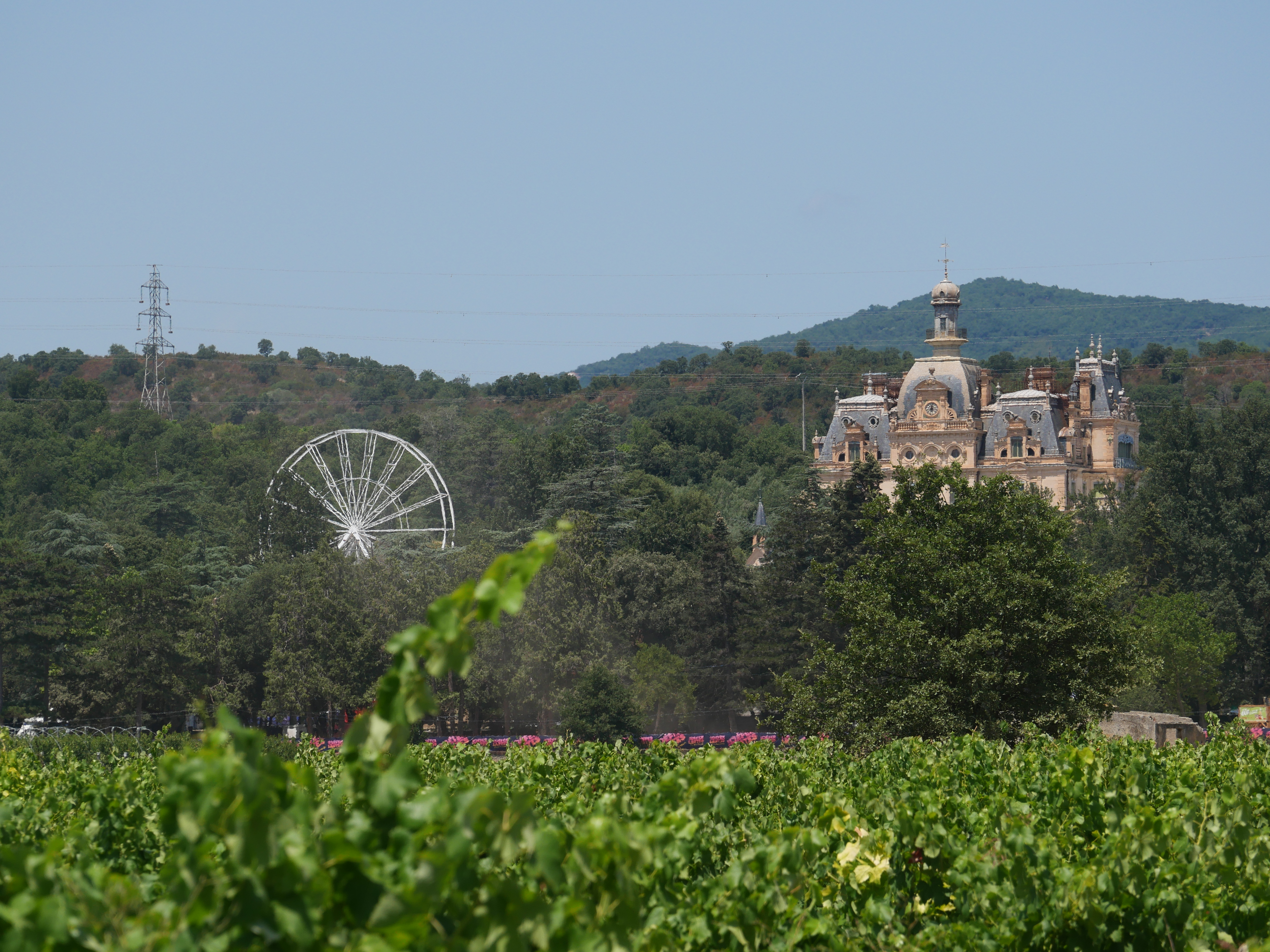
La face sud du château d'Aubiry et la grande roue installée pour le festival des Déferlantes.
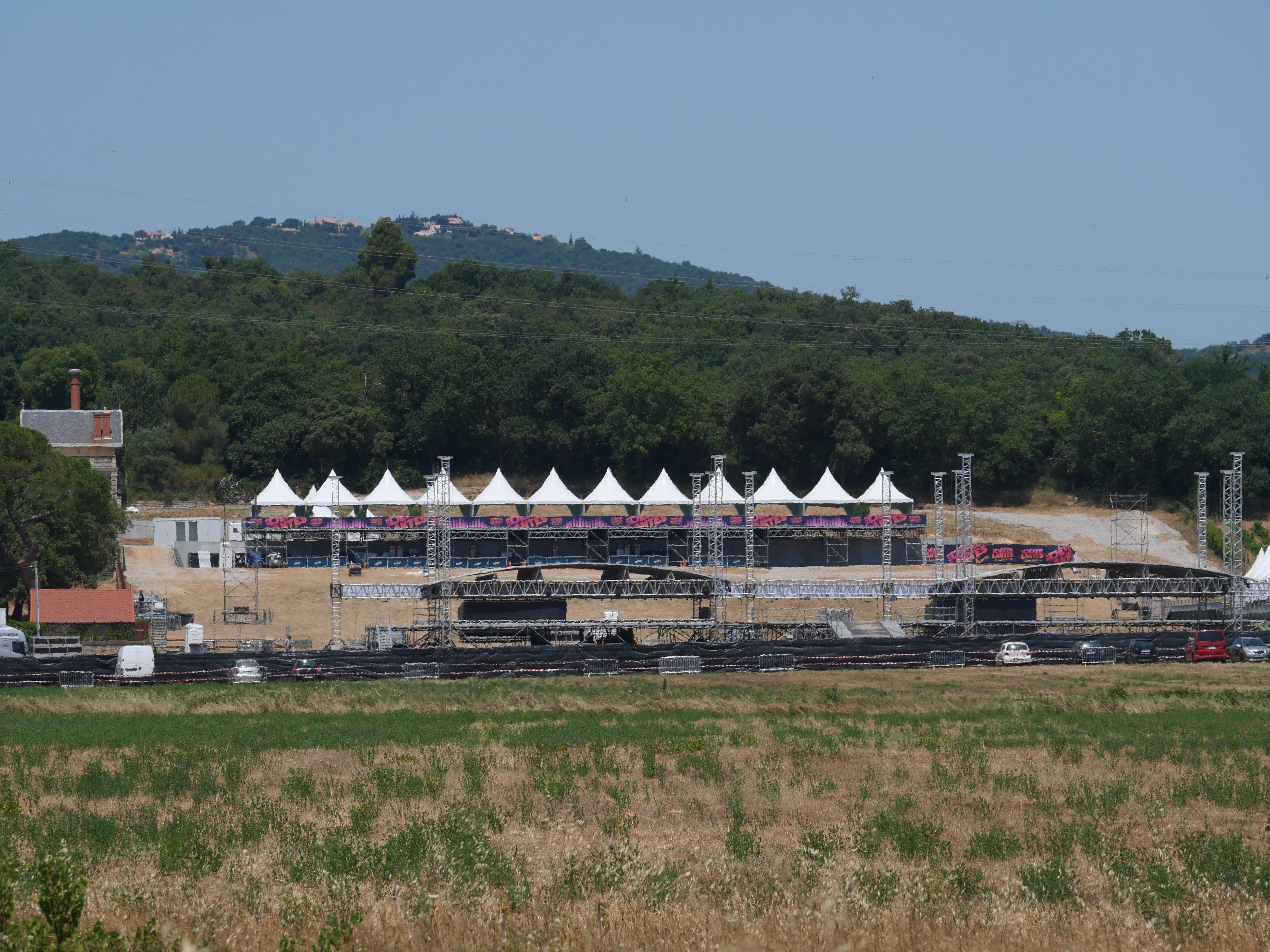
L'espace principal du festival des Déferlantes installé à côté du château d'Aubiry.

Le 6 janvier 2023, l'organisation annonce qu'il a été tenu compte de nombreux problèmes de l'édition 2022 parmi lesquels les difficultés d'accès au site de Céret, et que la prochaine édition du festival se déroulera à Perpignan. Dès le lendemain, le groupe Indochine, programmé pour cette édition, annonce refuser de venir jouer dans une ville avec un maire du Rassemblement national. Le 10 janvier c'est au tour du groupe Louise Attaque d'annoncer son refus de monter sur scène à Perpignan. Par conséquent, les organisateurs du festival annoncent renoncer à Perpignan dans un communiqué, et chercher "un nouveau lieu pour que le festival puisse se tenir dans les Pyrénées-Orientales aux dates prévues". Le 20 janvier, France Bleu Roussillon annonce que les discussions ont repris avec la mairie de Céret. Le 3 février, il est annoncé que le festival se tiendra finalement au Barcarès.

## Programmation

### Années 2000

#### 2007
Le chanteur Cali, originaire du département, est le parrain de la première édition. La programmation comprend également une scène régionale le jeudi, avec Les Castafiores, DJ Zebra, Hector et la Batucada 100 % White Spirit, suivie le vendredi de Cali, Luke et Tété, et le samedi de  Sergent Garcia, Sanseverino et le Buena Vista Social Club.

#### 2008[25]
- 3 juillet : Daguerre, Kill the Young

- 4 juillet : Hocus Pocus, Hubert-Félix Thiéfaine et Paul Personne, Keziah Jones, Tiken Jah Fakoly

- 5 juillet : Arno, Babyshambles, Dionysos, DJ Moule, Le Peuple de l'herbe

- Date non-renseignée : Goran Bregović

#### 2009[25]
- 8 juillet : Grégoire, Zaza Fournier
- 9 juillet : Anis, Ayọ, Julien Doré, Pascale Picard, Thomas Dutronc
- 10 juillet : Anaïs, Olivia Ruiz, The Dø, Cali, Simple Minds[26]
- 11 juillet : Trust
- 12 juillet : DJ Zebra
- 13 juillet : Les Farfadas
- 14 juillet : Duffy, Grace, Paolo Nutini

### Années 2010

#### 2010[25]
- 09 juillet : Balbino Medellin, Cœur de pirate, Gérald de Palmas, Jacques Dutronc, Renan Luce, Smod, Suzanne Vega
- 10 juillet : BB Brunes, Eiffel, Iggy and the Stooges, Izia, Patti Smith
- 12 juillet : Deep Purple, General Electriks, Gossip, Okou, John & Jehn Pony Pony Run Run, Damien Saez

Date non-renseignée : Gush

#### 2011
- 9 juillet : ZZ Top, Gaëtan Roussel, Zazie, Lilly Wood and the Prick, Julian Perretta, Concrete Knives, Mademoiselle K[27]
- 11 juillet : Joe Cocker, Patrice, Aṣa, Ben l'Oncle Soul, Aloe Blacc, Morcheeba, Lull[28]
- 12 juillet : Arcade Fire, AaRON, Cali, The Vaccines, Foals, Two Door Cinema Club, TV on the Radio[29]

#### 2012
- 7 juillet : Mika, Bénabar, Camille, The Ting Tings, Metronomy, Stuck in the Sound, Olivier Depardon
- 8 juillet : Sting, Shaka Ponk, The Specials, Daniel Darc, Fixers, Jehro, The Chase
- 9 juillet : Texas, Imany, Charlie Winston, Catherine Ringer, Izia, Gogol Bordello, The Lanskies
- 10 juillet : Franz Ferdinand, Noel Gallagher's High Flying Birds, Skip the Use, Dionysos, Selah Sue, The Jon Spencer Blues Explosion, Zulu Winter, Givers

#### 2013

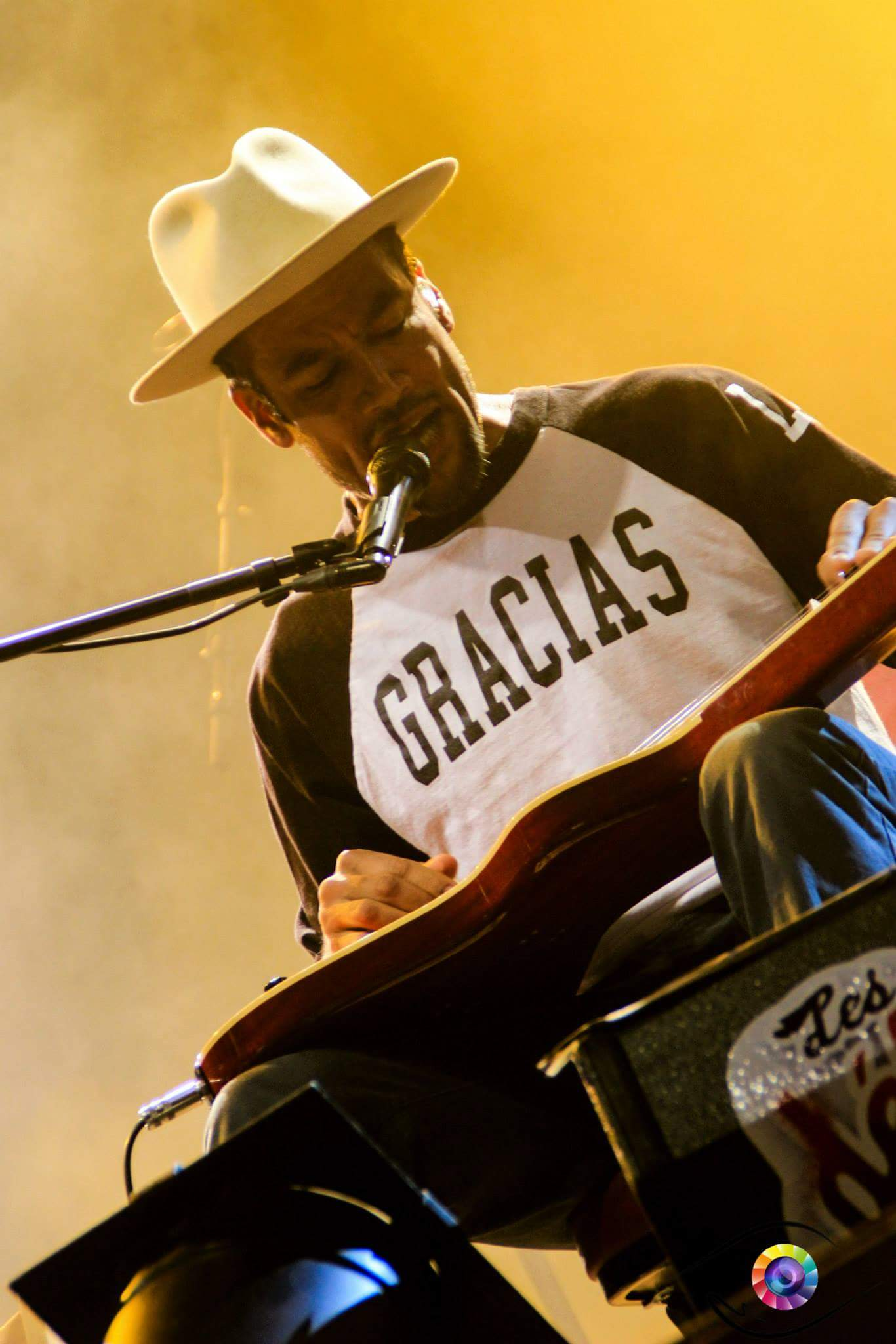
Ben Harper, Les Déferlantes 2013

- 7 juillet : Ben Harper, Charlie Musselwhite, Damien Saez, Lilly Wood and the Prick, Maceo Parker, Dub Inc, Willy Moon, Shake Shake Go
- 8 juillet : Jamiroquai, Madness, Cali, C2C, Lou Doillon, Charles Bradley, Balbino Medellin
- 9 juillet : Motörhead (remplacé au dernier moment par Skip the Use), Iggy And The Stooges, The Hives, Asaf Avidan, BB Brunes, Lescop, Jake Bugg

#### 2014
- 7 juillet : Fauve, Vanessa Paradis, Indochine, Hollysiz, Agnes Obel, Blondie, The Selecter, Kodaline, Piero Quintana, Samba de la Muerte
- 8 juillet : Shaka Ponk, M, FFF, Gesaffelstein (annulé et remplacé par The Hacker, lui-même annulé et remplacé par Raph Dumas), Seasick Steve, UB40, Bo Saris, GiedRé, Agitate Lips, Mofo Party Plan
- 9 juillet : Yodelice, MGMT, Gaëtan Roussel, Phoenix, Keziah Jones, Cascadeur, Lily Allen, Even If, Bess, Set & Match

#### 2015
- 10 juillet : Placebo, Skip the Use, IAM, Rodrigo y Gabriela, Nimmo, Agua Roja
- 11 juillet : Lenny Kravitz, Christine and the Queens, Cali, Aṣa, Lilly Wood and the Prick, Biga Ranx, Gomina, Breakfast Monkey
- 12 juillet : Calogero, Etienne Daho, Brigitte, The Parov Stelar Band, Irma, The Cat Empire
- 17 juillet : Carlos Santana, Julien Doré, Charlie Winston, Chinese Man, Michael Kiwanuka, Mountain Men, Vadel

#### 2016
- 7 juillet : Paul Kalkbrenner, Skunk Anansie, Tryo, Bigflo et Oli, Nekfeu, Patrice, Bloc Party, Boris Brejcha, François 1er, Simawe, Ghetto Studio, Soul Jamaica vs Catalunya Sound System, Rocco Rodamaal, Manu Perez, Da Soundtruck
- 8 juillet : Elton John, Casseurs Flowters, Pone, Louise Attaque, Jain, Deluxe, Fabulous Sheep, Raptus, N U I T, Kosmo Pilot, Da Soundtruck
- 9 juillet : The Chemical Brothers, The Offspring, Nada Surf, Peter Hook and the Light, Birdy Nam Nam, Soom T, Hellolisa, Weldis & Ros, Papillon Paravel, Collectif Boussole, Miqui Puig, Da Soundtruck
- 10 juillet : Les Insus, Selah Sue, Naive New Beaters, Minuit, Vintage Trouble, Synapson, Dancers in Red, Ruby Cube, The Double J & Cyril Descamps, Perry Louis, Da Soundtruck

#### 2017
- 8 juillet : Renaud, Boulevard des airs, Jain, Petit Biscuit, Feder, Cali, Don bronco, Maïcee, Pj@mellor, La pieta
- 9 juillet : Sting, Midnight oil, Lp, Birdy, Ludwig von 88, Last train, Rationale, le Superhomard, Perfect hand crew, Vilorio
- 10 juillet : Iggy Pop, DJ Snake, Ibraim Maalouf, Archive, House of pain, Kungs, FIndlay, Aerobrasil, Supamoon, Hassan Monkey
- 11 juillet : Manu Chao, Airbourne, Tinariwen, Calypso rose, Die Andwoord, Mat Bastard, Nerdistan

#### 2018
- Samedi 7 juillet : Lenny Kravitz, Martin Solveig, Vianney, Her, Portugal. The Man, Comah, Les Négresses Vertes, My Favorite Horses, Welch, Mario Biani, Black Bass, John Lorvs, Sylvain Bullier
- Dimanche 8 juillet : Supreme NTM, Francis Cabrel, Rilès, The Stranglers, Massilia Sound System, R.Can, Julian Jeweil, Supamoon, Dimoné & Kursed, Eddy M, Bro, Laura Wild, Funknow
- Lundi 9 juillet : Prophets Of Rage, The Prodigy, Orelsan, Hollysiz, Eddy De Pretto, The Hunna, Oscar Aguilera, De La Swing, Baghz, Hassan Monkey, Rio Dela Duna, Arno Fonz
- Mardi 10 juillet : Massive Attack (annulé au dernier moment), Axwell^Ingrosso, Liam Gallagher, Shaka Ponk, Ofenbach, Uner, Vso & Maxenss, George Privatti, Oceanic Memory, Quentin B

#### 2019
- 5 juillet : Delgres, Dadju, Jain, BigFlo & Oli, M, Feder, Bertille, Ezra Hesper, Giovanni, Alvarez DJ, Florian Dex, Hitch, Abstraal, Funknow, Luis
- 6 juillet : La Pieta, Zaz, Patrick Bruel, Boulevard des airs, ZZ Top, La Ruda, Fils de plume, Hoox, Faustine, Vinz, Jon Legria, Black Bass, Cosmic Boys, Jack Ollins, Ben Candel, Jo Peirano
- 7 juillet : Didirri, Gringe, Supertramp's Roger Hodgson, The B52's, IAM, Therapie Taxi, Nekfeu, Speakbox, Bro, Hucj, Dhamma, Greg Delon, Gedehel, Chicks luv US, Sonotik, Swann Decamme
- 8 juillet : Raggasonic, Aya Nakamura, John Butler Trio, Trust, Thirty seconds to Mars, Dionysos, Macklemore, Aywa, Tiste cool, Mom's, Niko Gullo, Ruhbarb et Lea Theilhet, Matt Sassari, Luca Ruiz

### Années 2020

#### 2020
En raison de la pandémie de Covid-19 en France, l'édition 2020 est annulée. Une édition en format réduit est envisagée plus tard dans la saison  puis annulée également.

#### 2021
La première édition du festival à Céret prévoyait en plus des concerts un parc regroupant des activités et services divers (attractions foraines et sportives, espace de vente de produits locaux, stands dédiés aux nouvelles technologies, etc.), mais n'a finalement pas lieu.

#### 2022
- Jeudi 7 juillet : PNL, Simple Minds, Ofenbach, Sum 41, Black Eyes Peas, Cali, Dropkick Murphys, Juliette Armanet, Gambeat, Xavier Mateu
- Vendredi 8 juillet : Supamoon, Tones and I, Joris Delacroix, Riles, Sean Paul, Feder, M, Vladimir Cauchemar, Orelsan, Martin Garrix
- Samedi 9 juillet : Moody, Omah Lay, Lunar Disco, Oboy, Julian Prince, NTO, Angèle, Clara Luciani, Vianney, Dubfire, SCH, Kungs
- Dimanche 10 juillet : The Faim, Justine Time, Hoshi, DJ Eyox, Suzane, KAS:ST Live, Laylow, Polo & Pan, Malaa, DJ Snake, Muse[32].

#### 2023
L'édition a lieu du 6 au 9 juillet 2023.
jeudi 6 juillet : 
- Main stage 1 : Tiakola, Alt-J, Scorpions

- Main stage 2 : Josman, Damso, Phoenix, Petit Biscuit

- Scène DJ Mag : OBW4N, Joachim Pastor, MYD, Étienne De Crécy

- Scène Secte : Nico Rodas, Mlle Caro, UU'B

vendredi 7 juillet :
- Main stage 1 : The Reytons, Lomepal, Sting, Shaka Ponk

- Main stage 2 : Kessada, Jok'Air, Izia, Ska-P

- Scène DJ Mag : Majes, Oxia, Mau P, Agoria

- Scène Secte : Alya, Art of Tones, Esteban

samedi 8 juillet :
- Main stage 1 : Live Soldiers Soundsystem, Indochine, 47 TER

- Main stage 2 : Ade, Deluxe, Soprano, Ofenbach

- Scène DJ Mag : Nightchou, Teemid, Florian Picasso, Purple Disco Machine

- Scène Secte : Esteban X Nico Rodas, Gones, Esteban X Nico Roads

dimanche 9 juillet :
- Main stage 1 : Naaman, Gazo, Rosalía, David Guetta

- Main stage 2 : Pomme, Louise Attaque, Big Flo & Oli

- Scène DJ Mag : Mystery Kid, Orlinski, Møme, Tchami

- Scène Secte : Jahma, Lxy

#### 2024
L'édition est prévue du 10 au 13 juillet 2024.
| mercredi 10 | jeudi 11 | vendredi 12 | samedi 13 |
| --- | --- | --- | --- |
| - Måneskin - Timmy Trumpet - Hamza - SDM - Christophe Maé - L'impératrice - Soolking - Synapson - Cali - Boris Way - Mr Tout le monde - STO - Noham | - Justice - Rema (annulé et remplacé par Kungs) - Booba - Sum 41 - Charlotte de Witte presents Overdrive - Luidji - Eddy de Pretto - Boys Noize - Busy P - Massane - Rad Cartier - Ayvee - Le Mom B2B Theo1337 | - Macklemore - Paul Kalkbrenner - Djadja & Dinaz - Mika - Calogero - Jain - Alice Merton - S.Pri Noir - DJ Zayon - Nico Rodas B2B Esteban - OG LIL - Bresh | - Placebo - The Prodigy - Yungblud - Lost requencies - Saez - Lost Frequencies - Kyo - Martin Solveig - Favé - Julian Marley - Chinwvr - Bulc - UU'B - Robb - Yakuza - Bresh |